# Campionato mondiale maschile di pallamano 1938
Il campionato mondiale maschile di pallamano 1938 è stato la prima edizione del massimo torneo di pallamano per squadre nazionali maschili, organizzato dalla International Handball Federation (IHF). Il torneo si è disputato dal 5 al 6 febbraio 1938 a Berlino, in Germania. Vi hanno preso parte quattro rappresentative nazionali. Il torneo è stato vinto dalla Germania.

## Formato
Venne disputato un girone all'italiana tra le quattro squadre partecipanti; la prima classificata fu proclamata vincitrice del torneo.
Le partite vennero disputate su due tempi da 10 minuti ciascuno e in un campo dalle dimensioni di 50x25 metri.

## Nazionali partecipanti
- Austria
- Danimarca
- Germania
- Svezia

## Girone unico

### Classifica
| Pos. | Squadra   | Pt | G | V | N | P | GF | GS | DR  |
| ---- | --------- | -- | - | - | - | - | -- | -- | --- |
| 1.   | Germania  | 6  | 3 | 3 | 0 | 0 | 23 | 9  | +14 |
| 2.   | Austria   | 4  | 3 | 2 | 0 | 1 | 16 | 11 | +5  |
| 3.   | Svezia    | 2  | 3 | 1 | 0 | 2 | 8  | 13 | -5  |
| 4.   | Danimarca | 0  | 3 | 0 | 0 | 3 | 6  | 20 | -14 |

### Risultati
| Berlino 5 febbraio 1938 | Germania | 11 – 3 | Danimarca |  |

| Berlino 5 febbraio 1938 | Austria | 5 – 4 | Svezia |  |

| Berlino 5 febbraio 1938 | Svezia | 2 – 1 | Danimarca |  |

| Berlino 6 febbraio 1938 | Germania | 5 – 4 | Austria |  |

| Berlino 6 febbraio 1938 | Austria | 7 – 2 | Danimarca |  |

| Berlino 6 febbraio 1938 | Germania | 7 – 2 | Svezia |  |

## Podio
| Oro | Argento | Bronzo |
| Germania | Austria | Svezia |
| Karl Herbolzheimer Herbert Scmidt Gerard Brüntgens Walter Homke Hans Keiter Kurt Lubenow Kurt Mahnkopf Hans Obermark Günther Ortmann Gerd Schauer Will Steininger Hans Theilig Adolar Woczinski Philipp Zimmermann All. Günther Otto Kaundynia | Franz Axmann Otto Cerny Hans Houschka Zdenko Kucera Robert Leu Otto Licha Ferdinand Mantler Anton Perwein Alfred Schmalzer Alois Schnabel Rudolf Tauscher Jaroslav Volak Leopold Woh All. Wilhelm Tolar | Sven Åblad Torsten Andersson Erik Floberg Åke Forslund Stig Hjortsberg Sture Hultberg Åke Kallerdahl Yngve Lamberg Roland Nilsson Allan Rollander Sigfrid Schonning Tage Sjöberg Gustaf Adolf Thoren All. Herbert Johansson |